# Costantino Opo

Impero bizantino nella prima metà dell'XI secolo.

Costantino Opo (fl. XI secolo) fu catapano d'Italia dal maggio 1033 fino al 1038.

## Biografia
Costantino Opo fu nominato catapano da Romano III Argiro per sostituire Michele Protospata, ciò avvenne nel maggio del 1033. Le cronache parlano dell'arrivo del nuovo strategos di nome Leone Opo, inviato in Italia nello stesso momento in cui arrivò Costantino, probabilmente era la stessa persona. L'azione militare più importante che fece fu nell'estate 1033, quando Costantino andò con l'esercito terrestre in Calabria insieme a Giovanni Cubiculario, comandante della flotta bizantina, per respingere i saraceni: il conflitto si trascina per anni tra negoziati e tregue. Le principali fonti del suo governo sono Lupo Protospata e il Chronicon Anonimo Barensis. In un monastero vicino a Troia è presente un'iscrizione di Costantino Opo, fatta nel mese di novembre del 1034. Nel 1037 il sultano Zirid di Tunisia, Sharaf-al-Dawla al-Mu'izz ibn Badis, mandò suo figlio Abdallah a combattere contro l'emiro siciliano Ahmad II Al-Akhal, che fu sconfitto e per questo si riparò presso Costantino. L'anno successivo l'imperatore Michele IV Paflagonio, sostituì Costantino con Michele Sfrondilo e da allora non abbiamo più sue notizie.